# Biston achyra
Biston achyra is een vlinder uit de familie spanners (Geometridae). De wetenschappelijke naam is voor het eerst geldig gepubliceerd in 1936 door Wehrli.
De soort komt voor in Europa.